# Rio Anui
O rio Anui (em russo:  Ануй  é um rio que percorre a República de Altai e o krai de Altai, na Sibéria ocidental, Rússia. É afluente direto do rio Obi pela sua margem esquerda.
Nasce nas montanhas Altai. Dirige-se para norte durante os primeiros dois terços do percurso, e então faz uma mudança abrupta de orientação tomando a direção leste, paralelamente ao curso do Obi, mas ao contrário. No final do curso, depois de ter atravessado a cidade de Petropavlovskoïe, faz uma nova curva brusca na direção norte. Termina pouco depois confluindo no Obi pela sua margem esquerda, a uma altitude de 158 metros, em Oust-Anui, a cerca de 30 km a montante da cidade de Biisk. O rio não é navegável. O Anui fica geralmente congelado a partir do mês de novembro até ao início de abril.
O caudal del Anui foi observado durante 51 anos (durante o período 1936-1987) em Staro-Tirichkino, localidade a 10 km da confluência com o Obi. O caudal interanual médio em Staro-Tirichkino neste período foi de 36,1 m3/s para uma área de drenagem de 6850 km2, que é cera de 98,5 % dda bacia total do Anui, de 6930 km2.